# Ruta 404 (Costa Rica)
La Ruta 404, oficialmente Ruta Nacional Terciaria 404, es una ruta nacional de Costa Rica ubicada en la provincia de Cartago.

## Descripción
En la provincia de Cartago, la ruta atraviesa el cantón de Paraíso (los distritos de Paraíso, Santiago), el cantón de Alvarado (el distrito de Cervantes).